# Starborne: Frontiers
Starborne: Frontiers est un jeu vidéo de rôle, développé par le studio islandais Solid Clouds et publié en 2024 pour Android, iOS et Windows,.

## Développement
L'équipe islandaise de développement Solid Clouds annonce un nouveau MMORPG dans le genre new sci-fi en juin 2021, en tant que suite du premier jeu de la série Starborne, intitulé Starborne: Sovereign Space, sorti en 2020. Dans un premier temps, les développeurs résument le jeu comme suit : « Dans Frontiers, les joueurs devront naviguer dans un réseau d'alliances et de conflits complexes entre les étoiles, ce qui leur donnera l'occasion d'explorer un univers éblouissant et expansif d'une manière qui pourra les surprendre et les ravir [...] ». Le jeu est lancé en décembre 2021 aux Philippines, uniquement pour Android,[réf. à confirmer]. Après un an d'attente, le jeu est rétrogradé en squad RPG, et annoncé pour une sortie en 2022 alors qu'il est en phase de test bêta, pour être finalement reporté et publié en 2024. Entretemps en mai 2023, Solid Clouds annonce officiellement le soft launch de Starborne: Frontiers pour Android et iOS. Et, en octobre 2023, le studio sort l'expansion The Abyss du jeu, dont « l'origine et la nature restent sujet à débats ».
En mai 2024, le jeu est nommé aux Nordic Video Game Awards comme meilleur jeu vidéo pour appareils intelligents.